# NGC 7215
NGC 7215 é uma galáxia lenticular (S0) localizada na direcção da constelação de Aquarius. Possui uma declinação de +00° 30' 44" e uma ascensão recta de 22 horas, 08 minutos e 34,5 segundos.
A galáxia NGC 7215 foi descoberta em 11 de Agosto de 1864 por Albert Marth.